# Rockmart
Rockmart – miasto w Stanach Zjednoczonych, w stanie Georgia, w hrabstwie Polk.